# 水野敏行
水野 敏行（みずの としゆき、1898年8月30日 - 1987年1月5日）は、日本の経営者。電気化学工業（現・デンカ）社長を務めた。

## 経歴
東京都出身。1923年に早稲田大学応用科学科を卒業し、同年に電気化学工業に入社。1948年12月に取締役に就任し、1949年12月に常務、1956年12月に専務、1960年5月に副社長を経て、1968年5月から1970年11月までに社長を務めた。
1964年5月に藍綬褒章を受章し、1970年11月に勲二等瑞宝章を受章。
1987年1月5日、老衰のために死去。88歳没。